# 베스트만란드 공작 에리크 왕자

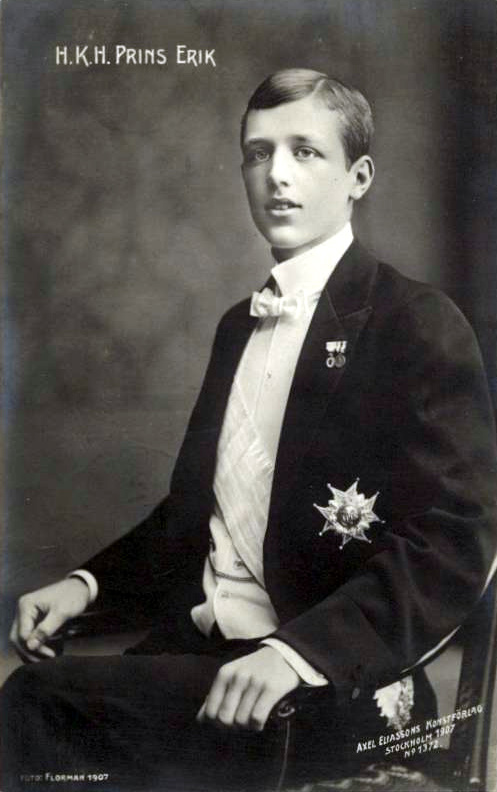
베스트만란드 공작 에리크 왕자

베스트만란드 공작 에리크 왕자(Prince Erik, Duke of Västmanland, 1889년 4월 20일 ~ 1918년 9월 20일)는 스웨덴과 노르웨이의 왕자였다. 그는 스웨덴의 구스타프 5세 왕과 바덴의 빅토리아의 셋째이자 막내 아들로, 장애가 있는 것으로 알려져 있었다.